# Caroline Lawrence
Pour les articles homonymes, voir Lawrence.
Œuvres principales
- Les Mystères romains

Caroline Lawrence, née en 1954 à Londres, est une écrivaine américaine, notamment connue pour sa série Les Mystères romains.

## Biographie
Caroline Lawrence est née à Londres, mais ses parents, américains, retournèrent aux États-Unis peu après, et elle grandit en Californie (à Bakersfield). Son père était professeur d'anglais et de théâtre et sa mère artiste. 
À 12 ans, sa famille déménagea à l'Université Stanford (Californie) pour que son père étudie la linguistique. Caroline hérite de son père l'amour des mots et de sa mère l'amour de l'art. Elle étudia donc les lettres classiques à Berkeley. Elle obtint une bourse d'études pour Cambridge (Angleterre), où elle étudia au Newnham College les arts classiques et l'archéologie. 
Après Cambridge, elle resta en Angleterre et étudia l'hébreu et les Jewish Studies à l'University College London. Elle enseigna le latin, le français et l'art dans une école primaire à Londres. 
En 2000, elle écrivit Du sang sur la Via Appia, le premier tome d'une série d'aventures pour enfants, situées dans la Rome Antique. Les Mystères romains combinent son intérêt pour l'art antique, les langues mortes et les voyages. 
Les Mystères romains mettent en scène une jeune romaine nommée Flavia et ses trois amis : Nubia (une jeune esclave affranchie), Jonathan (un jeune chrétien) et Lupus (un petit mendiant muet).
La série a remporté de nombreuses récompenses et a été traduite dans plusieurs langues.

## Œuvre

### SérieLes Mystères romains
1. Du Sang sur la via Appia
2. Les Secrets de Pompéi
3. Les Pirates de Pompéi
4. Les Assassins de Rome
5. Les Dauphins de Laurentum
6. Les Douze Travaux de Flavia
7. Les Ennemis de Jupiter
8. Les Gladiateurs de l'Empereur
9. Le Marchand d'esclaves
10. Les Fugitifs d'Athènes
11. Les Espions de Surrentum
12. Les Cavaliers de Rome
13. L'Esclave de Jérusalem
14. L'Émeraude du désert
15. The Scribes from Alexandria (en)
16. The Prophet from Ephesus (en)
17. The Man from Pomegranate Street (en)

### SérieLes Mystères du Far West
1. Les Trois Desperados
2. Qui a tué Sally Sampson ?
3. À la poursuite de Violetta